# Ricohombre
Ricohombre o ricahombría, que es el título español de rico-home, fue el máximo título nobiliario en los primeros siglos de las monarquías ibéricas.[cita requerida] Sin embargo, para el especialista en historia de las instituciones, Luis García de Valdeavellano, afirmaba en 1968 que «en la Baja Edad Media, los Nobles de primera categoría empezaron a ser designados desde el siglo XII con la denominación de rico-omes o ricos-hombres (= hombres poderosos), nombre que aparece por primera vez, que se sepa, en Navarra, donde lo emplea el Fuero de Miranda de Arga, concedido por Sancho VI el Sabio en 1162. Este término de rico-hombre llegó a sustituir al de magnate en León y Castilla y a los de sénior y barón en Aragón y Navarra, usándose incluso en alguna ocasión en Cataluña.»
Esta dignidad, como todas las demás conocidas en España, era concedida por el soberano como recompensa a grandes méritos. El origen de este título, ostentado por muchos señores, se remonta a los tiempos de la Reconquista y la razón por la que se les llamaba ricohombres era el hecho de tener muchos vasallos a su servicio y muchas posesiones que los reyes les concedían, según sus méritos en el apoyo al soberano en la conquista o repoblación de nuevas tierras.[cita requerida]
El título está directamente derivado de las antiguas dignidades y títulos romanos.[cita requerida] Solo comprende a los que tienen la mayor nobleza, ya sea por naturaleza (sangre) o por privilegio (mérito).[cita requerida] El extenso vocablo ricohombre se mudó sencillamente a noble desde 1390.[¿dónde?]

«Rici autem Homines, ab anno 1390, usque nunc dimisso illo antiquo nomine, ceperunt vocari Nobiles, anticuato Ricorum Hominum nomine.» (...)
 «Luego con llamarse Ricos Hombres, Nobles de Naturaleza o Nobilißimi, que en efecto es lo mismo, no solo se conoce lo que fueron, el mando que tuvieron, y la participación con el príncipe en el reyno, como socios y compañeros suyos, sino que conservan el mayor título y renombre que en lo antiguo supieron inventar los emperadores, para estimación de otros pero también suya.» [cita requerida]

## Etimología romana del concepto denoble
El primer noble era el rey y el renombre de nobilißimi lo usaron especialmente reyes y emperadores, como atributo suyo. Después de haber inventado los emperadores del Imperio romano títulos y epítetos varios, usaron el de nobilißimi, y aquellos a quienes se les concedía eran partícipes de los honores del imperio y vestían «la púrpura», tales como patricios, senadores o cónsules.[cita requerida]
- Guido Panciroli llamó Nobilissimo al emperador Cómodo. Nobilisimos Cæsares se llamaron Carino y Numeriano, hijos de Valentiniano Licinio. Lo mismo de Severo y Maximiano. Después Valentiniano y Graciano, siendo infantes, se llamaron Nobiles pueri.[cita requerida]

Aunque la palabra noble sea tan genérica que comprendería a cualquiera que sea «Hijo Dalgo», por común inteligencia, sólo comprende, como ya se ha dicho a los que tienen nobleza ya sea por naturaleza o por 'privilegio. Los de naturaleza fueron llamados Nobiles Patritii y Nobilißimi en grado superlativo.[cita requerida]

## En el patriciado residía la alta nobleza de Roma
- Junto al rey o emperador, los nobles de Roma por antonomasia fueron los senadores. Ningún otro cargo romano era vitalicio salvo el de senador. Estos eran patricios o asimilados de tres tipos, «patricios o ilustres» (naturaleza o sangre primigenia y descendientes), «conscriptos o espectables» (introducidos por reyes Tarquinos) y «pedarios o clarisimos» (con las repúblicas). En época de Tiberio, se daba título de Ilustres a las mujeres de los senadores. En época de Antonino Pío y Constantino eran llamados Varones Clarisimos.[cita requerida]

- Los espectables y los clarisimos eran plebeyos, que accedieron al senado desde el rey Tarquinio y con las Repúblicas romanas. Desde estos hitos, siempre permanecieron en el gobierno asimilados a la nobleza inherente del cargo. Según la tradición, el senado se fundó con cien patricios y se amplió a doscientos. Desde Tarquinio el senado pasó, con muchos escándalos, de doscientos a mil senadores.[cita requerida]

- César Augusto redujo el senado a seiscientos y seleccionó quince y luego veinte de estos (que podían ser patricios o plebeyos con méritos). A estos selectos llamaba «patricios, amigos y compañeros»; este es el origen de los consejos y consejeros de cámara privados del rey (de aquí derivará el privado) y otros muchos cargos de lealtad, confianza y excelencia, como Ulpiano, magistrado de origen plebeyo, tutor y consejero de Alejandro Severo.[cita requerida]

- Claudio y Vespasiano continuaron esta práctica selectiva que se llamó de sumos senadores y «sumo senado». Constantino tuvo un senado de cincuenta y Zenon dispuso que nadie accediese al «Patriciado» sin pasar antes por Cónsul o Prefecto del pretorio. Justiniano lo revocó y además eliminó la primordial cualidad vitalicia del patriciado. Entre Zenón y Justiniano, comienzan los patriciados «ad honorem».[cita requerida]

Es así que los emperadores solían conceder esta dignidad y título de Patricio a algunas personas que enviaban a ciertas Provincias con cargos y puestos honoríficos, para que con mayor autoridad y estimación pudiesen gobernarlas y ejercerlos. Esto particularmente se hizo con los magistrados, militares, prefectos, maestros de soldados o capitanes generales, no solo a los que actualmente estaban in expeditione, ejercitando las armas y en campaña, sino también a los que gobernaban plazas, fronteras y presidios, a que llamaron algunos textos y autores Sedes. Estos pues acabados sus cargos y ocupaciones o la administración de sus oficios, como quiera que con ellos fenecía el Título y honorífica dignidad de Patricio son los que se llamaron «Ex-patricios». [cita requerida]

Aún con las limitaciones, la dignidad de patricio era considerada como el grado más próximo a lo imperial, máxime cuando llevaba anexo el gobierno y superintendencia de las armas, como Belisario Patricio dado por Justiniano contra los godos. Carlomagno obtuvo esta dignidad, pasando de ella a emperador y extendiéndose a sus sucesores. Otón, rey de los Francos y Longobardos se intitulaba también Patricio de los Romanos.[cita requerida]

## Edad Media
En España, desde la Edad Media, ricohombre era homología del patricio, del senador romano, del prefecto del pretorio e incluso del cónsul romano, cuyo origen privilegio o prerrogativas se encuentran en la base de la restauración cultural y militar posterior a la Hispania romana, iniciada con los reyes visigodos y durante la denominada Reconquista.[cita requerida]
Existieron dos ramas convergentes del mismo y amplio tronco léxico Ricohombre, comúnmente inspiradas en la alta nobleza romana.[cita requerida]
En los ámbitos de los reinos de Castilla (pendón y caldera) y en los de Aragón (naturaleza y mesnada). Caldera y mesnada (mesada) significan lo mismo, mesnaderos eran todos los que se sentaban a comer en la mesa del rey en Aragón (mesa del estado).[cita requerida]

### Recopilación de leyes antiguas en las Siete Partidas
El ricohombre desde antiguo pertenecía a la primera nobleza de España, y Alfonso X recopiló el concepto que ya estaba en uso con anterioridad a su tiempo, según una ley de la obra «las Siete Partidas»: Según costumbre de España, son llamados ricos-homes los que en las otras tierras dicen condes o barones, (el rey se refiere al Reino de Aragón).[cita requerida]

Los nobles son llamados en dos maneras, o por linaje (sangre) o por bondad (privilegio o merecimiento plebeyo), como quier, que el linaje es noble cosa, la bondad pasa e vence. Mas quien las ha ambas, este puede ser dicho en verdad Rico e home, pues es rico por linaje e home cumplido por bondad (hombre bueno significaba ciudadano honrado). E ellos han de aconsejar al rey en los grandes fechos (como el senado y senador romano) e son puestos para fermosear su corte e su reyno (senador romano selecto, excelso, llamado allí senior o señor).

- Salazar de Mendoza en el siglo XVII dejó escrito lo siguiente: ...va mucha diferencia de que se diga ricohome o homerrico; porque ricohome era el que alcanzaba esta gran dignidad; homerrico el que tenía mucha hacienda.

De suerte que no se llamaron Ricos hombres los que abundaron de varias riquezas, sino los que por su nobleza heredada de sus pasados eran los más principales del Reyno, y tenían mejor puesto y mayor autoridad en las Cortes de los Reyes. Estos eran los caudillos, y Capitanes, que les ayudaban en las guerras contra los Musulmanes. A estos daban los reyes los lugares que iban conquistando liberalmente en feudo de Honor. Y a estos sus acrecentamientos de lugares llamaban Baronías y Barones a los Ricos hombres.

### Nobleza de servicio
Según García de Valdeavellano, este grupo social es la continuación de la nobleza de servicio, o nobleza palatina (magnates, optimates, proceres, principes; seniores y barones en Aragón, Cataluña y Navarra), figuras cercanas, cuando no familiares, del respectivo monarca, que ayudaban en el gobierno de los distritos de cada reino como gobernadores (potestates) o titulados como condes (comes).
Más tarde, ya en la Baja Edad Media, expresamente mencionados ya como ricoshombres se convirtieron en «el grupo social más poderoso» de las sociedad hispano-cristianas gobernantes en los diferentes territorios, apoyándose para ejercer tal autoridad «en los privilegios de su condición nobiliaria y en la riqueza agraria de sus grandes dominios territoriales o "señoríos", los cuales gozaban por concesión regia de "inmunidades" que llevaban implícita la jurisdicción de los ricos-hombres en sus "señoríos", exenciones tributarias y el efectivo ejercicio de poderes políticos en los dominios inmunes y en los territorios que los ricoshombres regían y administraban por cesión del Rey en honor, tenencia o feudo.»
Dentro de la jerarquía social, su posición se situaba en la parte alta ya que «solo estaban, en realidad, vinculados al Monarca por relaciones de "vasallaje" y obligados a los deberes inherentes al vínculo vasallático, como asistir al Rey con su consejo en la Corte o Curia regia y prestarle servicios de guerra cuando se les requería para ello.» Dentro de sus respectivos dominios, se arrogaban la administración de justicia contribuyendo con el señor rey o príncipe mediante «rentas y gabelas» y cumpliendo sus obligaciones feudovasalláticas reclutando «huestes señoriales entre los hombres de sus "señoríos"». Los propios ricos-hombres «tenían sus vasallos nobles (infanzones y caballeros) y se hacían acompañar por su propio pendón o enseña.»

### Castilla
Para el historiador José Luis Bermejo Cabrera cabe diferenciarlos de los grandeshombres o gentileshombres, ya que «cada uno de los adjetivos denota una condición relevante —no hace falta decir que por su riqueza, grandiosidad o gentileza— a los grupos de población en tal forma denominados.» Este investigador matiza que «en el caso de los ricoshombres no sería tan sólo la riqueza como tal —que pudo haber sido adquirida de muy diversas formas— la nota predominante de su condición singular, sino, a lo que parece, el modo de alcanzar esa riqueza, en tanto ha intervenido de algún modo la voluntad regia a través de un acto expreso de otorgamiento.» Los que viene a significar que son «quienes alcancen un alto grado de riqueza por mediación de liberalidades regias,» es un título recibido del rey por servicios prestados o que están prestando a la realeza.
Alfonso X en una ley de partida dice:

Illustres personas son llamadas en latín, las personas honradas e de grande guisa e que son puestas en dignidades, así como los reyes e los que descienden dellos e de los condes e ...

### Aragón
Por ejemplo, «en Aragón, a partir de 1283, el Monarca no podía confiscar al rico-hombre sin motivo justificado las tierras, poblaciones o fortalezas que le había cedido en honor. De esta manera, la Nobleza de primera categoría llegó a ser durante la baja Edad Media en todos los Estados hispanocristianos una fuerza social poderosa, que disponía del poder económico y militar suficiente para perturbar el orden interno al tratar muchas veces de imponer sus ambiciones e intereses particulares en perjuicio de los intereses del Estado.»

Fue en el reyno de Aragón tan grande la dignidad de los Ricos hombres que ninguna cosa grave concerniente al reyno se hacia sin su parecer y consejo, y sin que ellos la confirmasen. Y todas las cosas del gobierno del estado y de la guerra y de la justicia, fueron desde la elección del rey don García Arista, y de allí en adelante de los nobles y principales Barones que se hallaron en su elección, y en la defensa de la tierra. A los cuales, y a sus legítimos descendientes llamaron Ricos hombres. A quien los reyes tenían en tanto respeto, como si fueran sus iguales. [cita requerida]

### Navarra
Tampoco «en Navarra, el Rey no podía tomar determinadas decisiones sin el consejo de los ricos-hombres del Reino.»
En el caso del reino de Navarra, según recoge la Gran enciclopedia de Navarra, esta «denominación, sin duda de origen castellano», estaba «reservada en la monarquía navarra, por lo menos desde comienzos del siglo XIII, para designar a los miembros de la élite nobiliaria de los antiguos barones, tenentes natos de honores, rentas y castillos de la Corona.» Este grupo social, a su vez, «se encargaban a su vez de distribuir beneficios o emolumentos a los caballeros e hidalgos vasallos suyos en calidad de prestameros o mesnaderos.» 
En la tradición social casi siempre el grupo de ricoshombres se mantuvo «en [el] número simbólico de doce» un número que «comportaba una evidente carga de sacralidad y estaba asociado a las ideas de representación colegiada, probablemente a tenero del precedente de los Doce Apóstoles: doce solían ser los jurados en los concejos de las buenas villas, doce eran los pares de Francia, doce las manos diestras que juran sobre el libro sagrado en el sello de los jurados de la Junta de Infanzones de Obanos, etc.» En el Libro de Armería del Reino de Navarra se recogen el mismo número de linajes.
Los ricoshombres de Navarra, entre otros cometidos, también «debían aconsejar al rey en sus grandes decisiones políticas (Fuero General de Navarra, 1,1,1); y al menos tres de ellos debían asistirle en sus supremas funciones judiciales (ibid., 2,1,1).»

## Ricahombría en la ilustración
- Jovellanos dejó escrito lo siguiente: El ricohombre, el prelado, el caballero, el solariego, seguían al primer toque del tambor que los convocaba a la guerra, etc.

### Síntesis actual
El origen de este título debe buscarse antes de los tiempos de la Reconquista y la causa de llamarse ricoshombres en algún tipo de nobleza natural o señoríos muy antiguos, además de tener muchos vasallos o acumular merecimientos que otorgarían un «título nuevo». Los reyes les repartían «Honores», según sus merecimientos habidos en sostener al Rey en defensa de sus reinos o en las conquistas o variadas causas. Sin embargo, la tenían previamente aquellos que la recibían por heredamientos de antiguos linajes.
Hubo ricohombres entre los Haro, Castro, Lara, Arellano, Casa de Guzmán, Casa de Silva, Señorío de Marchena y muchas otras casas en todos los reinos y en todo el ámbito histórico de España. Su cesión de preeminencias a la corona está en el origen del Justicia de Aragón.
No bastaba para recibir tal dignidad de ricohombre lo siguiente:
- Dirigir muchos hombres o parentelas de guerra.
- Tener muchos vasallos y señoríos o ser rico o comprarlos.

Bastaba para recibir tal dignidad de ricohombre lo siguiente:
- Se necesitaba que el rey la concediera expresamente con un título mediante privilegio o tener nobleza inmemorial previamente reconocida por algún rey aunque fuese extranjero.
- En caso de méritos suficientes, era asimilado a príncipe y tan distinguido señor podía levantar gente para la guerra y mantenerla en servicio de algún rey.

Esta dignidad vino a ser lo que después se ha llamado grande de España o grandeza de España, dicen autores fundándose en investigaciones y en una Ley de la Partida, donde se dice que los ricoshombres podían sentarse y cubrirse en presencia del rey, que los llamaba primos, porque este era un antiguo tratamiento regio a los senadores excelsos de Roma o patricios.
Parte de los Grandes de España con el correr del tiempo y parentela han acumulado varios títulos y herencias bajo una misma Casa.